# Alyson Stoner
Alyson Rae Stoner (Toledo, Ohio, 1993. augusztus 11. –) amerikai színésznő, táncos és énekes. 
Legismertebb szerepe Caitlyn Gellar a 2008-as Rocktábor és a 2010-es Rocktábor 2. – A záróbuli című filmekben. A Disney Channel egyik népszerű sorozatában a Phineas és Ferbben Isabella hangja.

## Fiatalkora
Alyson Toledoban, Ohio államban született LuAnne Hodges (született Adams), az Owens-Illinois korábbi ügyvezető titkára, és Charlie Stoner lányaként. Két lánytestvére van, Correy és Jaimee. Toledoban nőtt fel, a Maumee Valley Country Day Schoolban balettezni tanult, jazzórákra járt a O'Connell's Dance Studioba és modellképzésben vett részt a Margaret O'Brien Modeling Studioban.

## Pályafutása

### Táncosként
Los Angelesben koreográfusi képzésen vett részt, majd feltűnt Missy Elliott "Work It", "Gossip Folks" és "I'm Really Hot" című számaihoz készített klipek háttértáncosaként. Szerepelt még Lil' Bow Wow "Take ya Home", Eminem "Just Lose It" és a Kumbia Kings "No Tengo Dinero" számaihoz készített klipekben. A 2005-ös Nickelodeon Kids Choice Awards díjátadó ünnepségen Will Smith egyik táncosa volt, 2004-ben pedig OutKast-al együtt lépett fel. Stoner 2003 és 2006 között a JammXKids nevű tánccsoport tagja volt. 2006-ban kilépett, de továbbra is tartja a kapcsolatot a csoport tagjaival. A Millennium Dance Complex-ben hiphop táncot tanít, az egyik legfiatalabb táncmesterként.

### Színészként
2001-ben a Disney Channel Mike's Super Short Show című gyermekműsorának lett az egyik műsorvezetője, Michael Alan Johnson mellett. 2003-ban és 2005-ben feltűnt a Disney egyik vígjátékában, a Tucatjával olcsóbb című film és folytatásában, mint Sarah Baker. Számos tizenéveseknek készített televíziós sorozatban is szerepelt, többek között a Zack és Cody élete, That’s So Raven és a Drake és Josh sorozatokban.
2006-ban lehetőséget kapott, hogy Camille Gage-t alakítsa a Step Up című filmben, Channing Tatum oldalán. A Disney Channel Phineas és Ferb című animációs sorozatában Isabella Garcia-Shapiro és Jenny hangja.
2008-ban szerepet kapott a Disney nagy sikerű filmjében, a Rocktáborban, mint Caitlyn Gellar, egy feltörekvő zeneproducer. Stoner különösen jó kritikákat kapott, sokan felvetették, hogy eljött az idő, hogy egy nagyobb szerepet kapjon. Ezen felül szerepelt még az Alice Upside Down című filmben mint a címadó karakter, Alice McKinley.
2013-ban az Szuperebek című filmben szerepelt. 2010-ben szerepelt a Step Up sorozat harmadik részében, a Step Up 3.-ban, Adam Sevani oldalán. Majd a Rocktábor 2. – A záróbuli című filmben szerepelt. 2012-ben a Korra legendája című sorozatban szinkronizált.

### Énekesként
2005-ben két betétdalt énekelt az " Alice Upside Down " filmzenei CD-jére (Lost and Found és Free Spirit). 2009-ben a Dancing in the Moonlight című számot énekelte a Disney Space Buddies című filmjéhez. 2010-ben megjelent az első kislemeze.

## Magánélete
2018-ban coming outolt, mint biszex.

## Filmográfia

### Filmek
| Év   | Magyar cím                                          | Eredeti cím                                              | Szerep                                      | Magyar hang                    |
| ---- | --------------------------------------------------- | -------------------------------------------------------- | ------------------------------------------- | ------------------------------ |
| 2020 | Phineas és Ferb, a film: Candace az Univerzum ellen | Phineas and Ferb the Movie: Candace Against the Universe | Isabella Garcia-Shapiro (hang)              | Kántor Kitty Csuha Bori (ének) |
| 2018 |                                                     | To The Beat!                                             | önmaga                                      |                                |
| 2016 |                                                     | Mr. Invincible                                           | Talullah                                    |                                |
| 2015 | Nyakas kakas                                        | Huevos: Little Rooster's Egg-cellent Adventure           | Csibi (hang)                                | Botos Éva                      |
| 2015 |                                                     | Summer Forever                                           | Liv                                         |                                |
| 2015 |                                                     | The A-List                                               | Lacey Parish                                |                                |
| 2015 |                                                     | Sugar Babies                                             | Katie Woods                                 |                                |
| 2014 |                                                     | Expecting Amish                                          | Mary                                        |                                |
| 2014 | Step Up – All In                                    | Step Up - All In                                         | Camille Gage                                | Csifó Dorina                   |
| 2013 | Szuperebek                                          | Super Buddies                                            | Eper (hang)                                 |                                |
| 2011 |                                                     | The Little Engine That Could                             | A kis gőzmozdony (hang)                     |                                |
| 2011 | Phineas és Ferb a 2. dimenzióban                    | Phineas and Ferb the Movie: Across the 2nd Dimension     | Isabella Garcia-Shapiro / Isabella-2 (hang) | Kántor Kitty                   |
| 2010 | Rocktábor 2. – A záróbuli                           | Camp Rock 2: The Final Jam                               | Wendy Wu                                    | Czető Zsanett                  |
| 2010 | Step Up 3.                                          | Step Up 3D                                               | Camille Gage                                | Csifó Dorina                   |
| 2010 |                                                     | Kung Fu Magoo                                            | Lorelei Tan Gu                              |                                |
| 2009 |                                                     | The Alyson Stoner Project                                | önmaga                                      |                                |
| 2008 | Rocktábor                                           | Camp Rock                                                | Caitlyn Gellar                              | Czető Zsanett                  |
| 2007 |                                                     | Alice Upside Down                                        | Alice McKinley                              |                                |
| 2006 | Step Up                                             | Step Up                                                  | Camille Gage                                | Talmács Márta                  |
| 2005 | Tucatjával olcsóbb 2.                               | Cheaper by the Dozen 2                                   | Sarah Baker                                 | Czető Zsanett                  |
| 2004 | Garfield                                            | Garfield                                                 | gyerek patkány (hang)                       |                                |
| 2003 | Tucatjával olcsóbb                                  | Cheaper by the Dozen                                     | Sarah Baker                                 | Tamási Nikolett                |

### Televíziós szerepek
| Év              | Magyar cím                    | Eredeti cím                      | Szerep                                       | Megjegyzések                                                                    |
| --------------- | ----------------------------- | -------------------------------- | -------------------------------------------- | ------------------------------------------------------------------------------- |
| 2019–2020       | A Lármás család               | The Loud House                   | Sam Sharp (hang)                             | 4 epizód magyar hangja Szabó Luca                                               |
| 2017            | Voltron: A legendás védelmező | Voltron: Legendary Defender      | Florona (hang)                               | 1 epizód magyar hangja Vámos Mónika                                             |
| 2016–2019       | Milo Murphy törvénye          | Milo Murphy's Law                | Lydia / Isabella Garcia Shapiro (hang)       | mellékszereplő magyar hangja Tamási Nikolett (Lydia) Kántor Kitty (Isabella)    |
| 2016            |                               | Hitting the Breaks               | Gretchen McBride                             | 1 epizód                                                                        |
| 2014            |                               | Major Crimes                     | Bug                                          | 1 epizód                                                                        |
| 2014            | Korra legendája               | The Legend of Korra              | Opal (hang)                                  | mellékszereplő magyar hangja Nagy Katica                                        |
| 2011–2013, 2019 | Az igazság ifjú ligája        | Young Justice                    | Barbara Gordon / Bette Kane                  | mellékszereplő magyar hangja Nádasi Veronika (Barbara) Sallai Nóra (Bette Kane) |
| 2010            | Doktor House                  | House                            | Della                                        | 1 epizód                                                                        |
| 2008            |                               | Disney Channel Games             | önmaga                                       | versenyző                                                                       |
| 2008            |                               | Jonas Brothers: Living the Dream | önmaga                                       | 1 epizód                                                                        |
| 2007–2015       | Phineas és Ferb               | Phineas and Ferb                 | Isabella Garcia-Shapiro / Jenny Brown (hang) | főszereplő magyar hangja Kántor Kitty (Isabella)                                |
| 2006            |                               | Disney's Really Short Report     | önmaga                                       | 1 epizód                                                                        |
| 2006            | W.I.T.C.H.                    | W.I.T.C.H.                       | Lillian Hale (hang)                          | mellékszereplő magyar hangja Vági Virág                                         |
| 2006            | Felnövekvő fecsegők           | All Grown Up!                    | Lisa (hang)                                  | 1 epizód                                                                        |
| 2006–2007       | Holly Hobbie és barátai       | Holly Hobbie and Friends         | Holly Hobbie (hang)                          | főszereplő magyar hangja Pap Katalin Csuha Bori (énekhang)                      |
| 2006            | Joey                          | Joey                             | Kaley                                        | 1 epizód                                                                        |
| 2005–2007       | Zack és Cody élete            | The Suite Life of Zack & Cody    | Max                                          | mellékszereplő magyar hangja Kántor Kitty                                       |
| 2005            |                               | That’s So Raven                  | Allison "Ally" Parker                        | 1 epizód                                                                        |
| 2004–2006       | Lilo és Stitch                | Lilo & Stitch: The Series        | Victoria (hang)                              | mellékszereplő                                                                  |
| 2004            | The Batman                    | The Batman                       | Connie (hang)                                | 1 epizód magyar hangja Talmács Márta (DVD szinkron)                             |
| 2004            | Drake és Josh                 | Drake & Josh                     | Wendy                                        | 1 epizód                                                                        |
| 2004            |                               | I'm with Her                     | Dylan Cassidy                                | 1 epizód                                                                        |
| 2001–2007       |                               | Mike's Super Short Show          | Sally                                        | főszereplő                                                                      |